# Cnemidophorus ceralbensis
Cnemidophorus ceralbensis är en ödleart som beskrevs av  V.M. Van DENBURGH och SLEVIN 1921. Cnemidophorus ceralbensis ingår i släktet Cnemidophorus och familjen tejuödlor. IUCN kategoriserar arten globalt som livskraftig. Inga underarter finns listade i Catalogue of Life.